# Three Identical Strangers
 Three Identical Strangers es un documental de 2018 dirigido por Tim Wardle y protagonizado por Edward Galland, David Kellman y Robert Shafran. Examina un grupo de trillizos estadounidenses, nacidos en 1961 y adoptados como bebés de seis meses por familias separadas, sin darse cuenta de que cada niño tenía hermanos. Las separaciones se realizaron como parte de un no revelado estudio de gemelos "innato o adquirido", para rastrear el desarrollo de hermanos genéticamente idénticos criados en diferentes circunstancias. Combinando imágenes de archivo, escenas recreadas y entrevistas actuales, el documental revela cómo los hermanos se descubrieron a los 19 años y, posteriormente, intentaron comprender las circunstancias de su separación.
El filme se estrenó en el Festival de Cine de Sundance de 2018, donde ganó el Premio Especial del Jurado por Historia en Documental de Estados Unidos. También estaba en la lista de 15 películas consideradas para el Óscar al mejor largometraje documental, de 166 candidatos.

## Premisa
Los tres hermanos nacieron de una madre soltera adolescente el 12 de julio de 1961. Eran en realidad cuatrillizos; el cuarto hermano murió al nacer, aunque esta información reportada por UPI no se incluyó en la película. En la dirección de una agencia de adopción judía de prestigio y los psiquiatras Viola W. Bernard y Peter B. Neubauer, los tres niños fueron colocados intencionalmente con familias que tenían diferentes estilos de crianza y niveles económicos - una de cuello azul, una de clase media, y una acomodada - quienes habían adoptado a una niña de la misma agencia dos años antes. Los hermanos fueron criados por sus familias adoptivas como David Kellman, Eddy Galland y Bobby Shafran, respectivamente. Se descubrieron mutuamente a través de una conexión casual en la universidad en 1980 y se volvieron muy cercanos, pero los tres tuvieron problemas de salud mental durante años, que finalmente llevaron al suicidio de Galland en 1995.

## Recepción
Three Identical Strangers recibió reseñas positivas de parte de la crítica y de la audiencia. En el sitio web especializado Rotten Tomatoes, la película posee una aprobación de 96%, basada en 189 reseñas, con una calificación de 8.2/10 y con un consenso crítico que dice: "Surrealista y sorprendente, Three Identical Strangers cuestiona efectivamente la naturaleza de la realidad y la identidad". De parte de la audiencia tiene una aprobación de 88%, basada en 2646 votos, con una calificación de 4.1/5.
El sitio web Metacritic le dio a la película una puntuación de 81 de 100, basada en 30 reseñas, indicando "reseñas generalmente favorables". En el sitio IMDb los usuarios le asignaron una calificación de 7.6/10, sobre la base de 35 870 votos. En la página web FilmAffinity la cinta tiene una calificación de 7.0/10, basada en 1973 votos.